# Katalin Boros
Katalin Boros (Budapest, 8 gennaio 1941) è un'ex nuotatrice ungherese.
Specializzata nello stile libero, ha partecipato ai Giochi di Roma 1960, gareggiando nei 100m sl e nella Staffetta 4x100m sl.